# ドラゴンボールZ 龍拳爆発!!悟空がやらねば誰がやる
『ドラゴンボールZ 龍拳爆発!!悟空がやらねば誰がやる』（ドラゴンボールゼット りゅうけんばくはつ ごくうがやらねばだれがやる）は、1995年7月15日に公開された『ドラゴンボール』シリーズの劇場公開作第16弾。監督は橋本光夫。
キャッチコピーは「勇者と共に復活した最強の敵!!悟空のパワーはフュージョンをこえる!?」。
夏休みの東映アニメフェアの1作品として上映された。同時上映作は『スラムダンク 吠えろバスケットマン魂!! 花道と流川の熱き夏』『NINKU -忍空-』。

## 解説
配給収入8.5億円。
原作が完結したあとに製作発表された。『DRAGON BALL大全集』には「物語中では、悟空やベジータが生き返っており、地球に平和が戻っている。このことから、ブウとの闘いが終了したのちの物語であることは、ほぼ間違いないだろう」と推察されている。今作はオープニングがなく、クレジットは作中に表記されていた。
孫悟空は老界王神の命を譲り受け復活しており、孫悟飯は超サイヤ人にならずに老界王神の潜在能力解放状態で戦い、ゴテンクスは超サイヤ人3に変身して戦い、魔人ブウとの最終決戦時に悟空を「ナンバー1」と認めしがらみを捨てたベジータが、一般市民の盾となり守るシーンなどが描かれている。また、トランクスが最後にタピオンから未来のトランクスが持っていた物と全く同じデザインの剣を与えられるシーンがあり、人造人間編の青年トランクスとのつながりが示唆されている。
ヒルデガーンとの最終決戦の舞台は「巨大な敵との市街地での決戦」という、『ドラゴンボール』では異例の構成になっている。
劇場用予告編は、「悟飯!悟天!トランクス!ベジータ!フュージョンだ!!」と、あたかも全員でフュージョンを行うかのような悟空の台詞で構成されている。初期に配布されていたポスターと映画公開時のポスターでは内容に差異があり、初期には「今度は悟空と悟飯がフュージョン!?」などと記されていたものもあり、龍拳の要素やトランクスとタピオンの兄弟劇などは宣伝に入っていなかった。なお、劇場公開時のパンフレットはそれまでの過去16作品を初めて「この映画では○○がNo1」といった特集を設けていた。
なお、亀仙人役の声優は宮内幸平亡き後アニメ版では増岡弘が務めたが、この作品では佐藤正治が担当した。佐藤は後年の『ドラゴンボール改』『ドラゴンボールZ 神と神』以後の劇場版、および『ドラゴンボール超』で亀仙人役を演じている。また、シリーズの劇場長編映画で菊池俊輔が音楽を担当した最後の作品となった。

## あらすじ
魔人ブウの脅威が去り、グレートサイヤマンの活躍などもあって地球はしばし平和な日々が続いていた。ある日、悟飯とビーデルはいつものようにグレートサイヤマンとしての任務をこなしている最中にホイという老人からオルゴールに封じられた勇者を復活させてほしいと頼まれる。オルゴールを鳴らすことができれば勇者は復活するというが、悟空でさえオルゴールの取っ手を回すことはできず、ならばドラゴンボールに頼んでみようということで神龍を呼び出す。
神龍によって封印を解かれたオルゴールは美しい音色と共に壊れ、そこからオカリナを吹きながら一人の青年が現れた。彼こそホイの言っていた伝説の勇者・タピオンであった。タピオンのその雰囲気にトランクスは興味津々でついてまわるが、そこでホイの不審な動きも目撃する。その後打ち解けたトランクスとタピオンはカプセルコーポレーションで一緒に兄弟のように住み始めるが、実はタピオンには恐ろしい秘密が隠されていた。かつてコナッツ星を襲った幻魔人ヒルデガーンが彼の体内に封じられていたのである。
ブルマの提案で封印されていたオルゴールを再現するも、先に封印の解かれた下半身と引き合う力を止められず、ついにヒルデガーンは復活してしまった。悟空たちと、幻魔人ヒルデガーンとの戦いが始まる。

## 登場人物

### レギュラーキャラクター
- 孫悟空、孫悟飯、孫悟天 - 野沢雅子
- トランクス - 草尾毅
- クリリン - 田中真弓
- ブルマ - 鶴ひろみ
- 亀仙人 - 佐藤正治
- ビーデル - 皆口裕子
- ベジータ - 堀川亮

### ゲストキャラクター
タピオン
声 - 結城比呂
南の銀河、コナッツ星でヒルデガーンを封印した伝説の勇者。ミノシアという弟がいるが、作品冒頭で殺されてしまう。1000年前にコナッツ星で誕生した幻魔人ヒルデガーンをコナッツ星の神から与えられた笛を使ってミノシアと共に抑え込み、神官が上半身・下半身に両断した幻魔人を兄弟2人でそれぞれ封印した。その後、二度とヒルデガーンが蘇らないように体をオルゴールに封印してもらい、それぞれ別々の銀河に流されたが、ヒルデガーン復活を企む魔導師ホイにより下半身の封印が解かれてミノシアは殺され、地球のドラゴンボールにより彼の封印も解かれ悟空たちの前に姿を現す。幻魔人の元となった"魔人様"をコントロールする笛を吹くことで、ヒルデガーンの力を押さえつけ体内に封印することができる。なお、この笛の曲は彼のテーマソングになっている。当初は幻魔人がその身に宿っていることから眠りに就くこともできず、誰も近づけまいと振舞っていたが、そのうちトランクスに心を開き、封印されていたオルゴールをブルマが再現すると約束したことによりカプセルコーポレーションに身を寄せる。しかし一度綻んでしまった封印では歯止めが効かず、下半身と引き合う力でタピオンが封印していた上半身も解放され、ヒルデガーンは完全復活してしまう。劇中では勇者としての使命感から何度か封印している内に自分ごとヒルデガーンを葬るよう頼む場面がある。
戦闘シーンはほとんど無いが、登場時には悟空が「すげえ気だ」と呟き、ベジータですら防いだ後は消耗して意識を失ったヒルデガーンの火炎放射を、封印の笛を吹きながら障壁を張り軽々と凌いで見せた。また、わずかな間だったが完全体となったヒルデガーンを一人で押さえ込んでいる。
最終的には悟空がヒルデガーンを倒し、生き残ったタピオンはブルマのタイムマシンに乗って1000年前に帰還する。その際、自分の剣をトランクスに譲り渡す。
ゲーム『ドラゴンボール ゼノバース2』では、DLCの追加シナリオ「∞の歴史編」でフューに呼び出されて未来トランクスの助っ人として登場。次元は異なるものの未来トランクスを「たくましく成長した」と称賛し、ザマスを封印するべく協力する。最後は弱まったザマスを体内に封印した。
名前の由来はタピオカをもじったもの。タピオン、ミノシアのキャラクターデザインを行った鳥山明がイラストに添えたメモに「“タピオカ”ではあまりにもそのままなので」とある。
ミノシア
声 - 桑島法子（ゲーム『ドラゴンボールヒーローズ』）
兄のタピオンと共にヒルデガーンの半身を封じた勇者。自分自身をオルゴールに封印してタピオンとは別々の銀河に送り出されていたが、ホイに見つけられ封印を解かれていまい、ヒルデガーンの下半身に殺されてしまう。
名前の由来は椰子の実。
ホイ
声 - 松田重治
悟飯達に勇者タピオンの封じ込められたオルゴールの解放を持ちかけた老人。当初はおどけた老人の姿を装っていたが、その正体は、かつてコナッツ星に流れ着いた魔導師たちの一人で、コナッツ星で魔人像の霊体に邪悪エネルギーを注ぎ込み、幻魔人ヒルデガーンへと変身させた魔導師一派の唯一の生き残り。直接的な戦闘を行わないが身軽で動きはかなり素早く、タピオンとは異なり半身状態のヒルデガーンを完璧に制御していた。宇宙征服の野望のためヒルデガーンを利用するためタピオン、ミノシアに封印されていたそれぞれのオルゴールを探し当てヒルデガーンの解放に成功するが、その後、完全体となり制御不能となったヒルデガーンに踏み潰されてしまう。
ヒルデガーン
声 - 青森伸
1000年前、コナッツ星の悪の気を吸い取っていた魔人像の霊体が、魔導師たちに邪悪なエネルギーを注ぎ込まれて変身した幻魔人。髑髏のような顔と圧倒的な巨体を持つ。尻尾の先端が3つに割れて中から伸びた複数の触手が、人間に絡みついて捕食してエネルギーを吸い取る。戦闘では口から放つ火炎放射と、肉体を自在にエクトプラズム化させ攻撃を回避、攻撃時のみ実体化し相手を翻弄する。蝉のように脱皮し、進化する。コナッツ星を滅亡寸前まで破壊するが、タピオン兄弟が封印のオカリナで力を抑えている隙に、神官の手により、伝説の剣で真っ二つにされた。その後上半身をタピオンに、下半身をミノシアによりそれぞれ封印された。そして年月を経て地球で魔導師ホイの策略により復活を果たす。
最初は下半身のみで現れ街を破壊し、グレートサイヤマンとして駆けつけた悟飯と戦いを繰り広げる。潜在能力を解放した悟飯に一度追い追い詰められた所で、タピオンの封印の笛の音と共に霧散する。その後、上半身の復活により全身の姿が現れる。超サイヤ人3のゴテンクスの「連続死ね死ねミサイル」を食らって1度は沈黙するが、そこから虫のように脱皮し、黒い2本の角、羽の生えたより禍々しい姿の完全体へと進化した。進化後は一瞬で間合いを詰め、超サイヤ人3のゴテンクスをたった一撃で分離に追い込み、さらに進化前以上に実体が読み難くなったことも相まって悟飯やベジータを圧倒し、タピオンの封印の笛の音をもってしても制御不能となるなど猛威を振るう。窮地の中、倒すには攻撃の実体化する一瞬に決めるしかないと見抜いた悟空が放った新技「龍拳」によって倒された。
劇場版公式サイトのマル秘ノートには、ヒルデガーンは超サイヤ人3悟空と対等に渡り合う強敵だが、前作のジャネンバはその超サイヤ人3悟空さえ退けているので、強さでいえば劇場版の敵としては二番目ということになると記載されている。
名前の由来は企画の蛭田成一が「ガーン」とショックを受けるようなデザインをしようとしたこと（蛭田ガーン→ヒルデガーン）から。

## スタッフ
- 製作総指揮 - 高岩淡、安齊富夫、泊懋
- 原作 - 鳥山明
- 企画 - 森下孝三、蛭田成一、清水賢治、金田耕司、週刊少年ジャンプ
- 製作担当 - 杉本隆一
- 脚本 - 小山高生
- 音楽 - 菊池俊輔
- 撮影監督 - 清水政夫
- 編集 - 福光伸一
- 録音 - 二宮健治
- 美術設定 - 窪田忠雄
- 美術監督 - 東潤一
- 作画監督 - 山室直儀
- 監修 - 山内重保
- 監督 - 橋本光夫
- 原画 - 稲上晃、館直樹、山室直儀 他
- 宣伝協力 - フジテレビ

## 主題歌
エンディングテーマ - 「俺がやらなきゃ誰がやる」
作詞 - 森雪之丞 / 作曲 - 林哲司 / 編曲 - 林有三 / 歌 - 影山ヒロノブ
挿入歌 - 「勇者の笛 〜タピオンのテーマ〜」
作詞 - 森雪之丞 / 作曲 - 林哲司 / 編曲 - 戸塚修 / 歌 - 大矢晋
※本編ではメロディーのみ。

## 映像ソフト
いずれも東映ビデオより発売。
- VHS・LD - 1996年1月12日に発売。
- DVD
  - DRAGON BALL 劇場版 DVDBOX DRAGON BOX THE MOVIES - 2006年4月14日発売。
  - DRAGON BALL THE MOVIES #13 ドラゴンボールZ 龍拳爆発!!悟空がやらねば誰がやる

2009年2月13日発売。
- Blu-ray
  - DRAGON BALL THE MOVIES Blu‐ray ♯07

2019年1月9日発売。

## 関連書籍
- ジャンプ・アニメ・コレクション(3) ドラゴンボールZ 映画編 龍拳爆発!!悟空がやらねば誰がやる - 集英社、1995年10月21日、雑誌68101-3
- ジャンプ・アニメコミックス ドラゴンボールZ 龍拳爆発!!悟空がやらねば誰がやる - 集英社、1995年11月22日、ISBN 4-8342-1412-5